# 중앙대로 (부산 양산)
중앙대로(Jungang-daero Road, 中央大路, 부산광역시도 제61호선의 일부, 국도 제7호선의 일부, 의 일부)는 부산광역시 중구 중앙동7가 옛시청사거리와 경상남도 양산시 동면 여락고가교 북단을 잇는 부산광역시의 도로이다. 번영로와 마찬가지로 부산 도심에서 경상남도 양산시, 울산광역시 등을 잇는 부산광역시의 핵심적인 중추 도로이다.
시점인 중구 옛시청사거리부터 부산진구 송공삼거리까지 구간, 동래구 교대사거리부터 금정구 여락교가교 까지는 국도 제7호선, 아시아 고속도로 6호선()과 중복된다. 이 도로가 시작되는 옛시청교차로는 함경북도 온성군으로 이어지는 국도 제7호선과 러시아, 벨라루스, 그리고 E 30을 통해 아일랜드의 코크로 이어지는 아시아 고속도로 6호선()의 시점이기도 하다.

## 역사
- 2009년 7월 8일: 2개 이상 구·군에 걸쳐 있는 도로로 중앙대로를 고시[1]
- 2009년 7월 10일: 2개 이상 시·도에 걸쳐 있는 도로로 중앙대로를 고시[2]
- 2010년 2월 25일: 국도 제7호선과 동일하게 도로 길이를 25.266km에서 25.9km로 조정[3]

## 주요 경유지
부산광역시
- 중구 - 동구 - 부산진구 - 연제구 - 동래구 - 금정구

경상남도
- 양산시 동면

## 만덕 ~ 센텀 고속화도로(대심도) 건설 구간
* 위치: 부산광역시 북구 만덕동 (만덕대로) ~ 해운대구 재송동 (수영강변대로)
- 성과: 이동시간을 40분에서 10분으로 단축
- 규모: 연장 9.62km, 왕복 4차로, 진출입로 3개소(자동차전용도로)
- 사업비: 5,609억원
- 투자비: 7,832억원
- 건설: 부산동서고속화도로 주식회사, 주식회사 GS건설 등 10개사
- 착공: 2019년
- 완공: 2024년
- 운영: 개통일로부터 40년(2024년 ~ 2063년)
- 비고: 만덕IC (만덕대로) ~ 중앙IC (중앙대로) ~ 센텀IC (수영강변대로, 센텀시티)를 포함해 내부순환도로 완성 기대, 통행료 지불이 포함된 도로로 완성될 예정

부산 북구 만덕동~해운대구 재송동을 잇는 ‘만덕~센텀 고속화도로’ 공사가 드디어 시작된다. 2024년 11월 개통되면 차로 40분 걸리던 해당 상습 정체 구간이 10분대로 단축될 것으로 예상된다.
만덕~센텀 고속화도로는 지하로 건설되는 부산의 첫 대심도 도로다. 이 외에도 현재 민자 적격성 심사가 진행 중인 사상~해운대 고속도로(본보 3일 자 1면 보도)와 승학터널(엄궁~북항)이 대심도 도로로 건설될 예정이다.
이 도로는 북구 만덕동(만덕대로)에서 해운대구 재송동(수영강변대로)까지 9.62㎞를 잇는 왕복 4차로의 지하 도로다. 동래구 사직동 부전교회 근처 중앙대로에 램프도 1개 생긴다.
실제 공사는 지장물 철거를 거쳐 오는 11월 시작된다. 부산시 도로계획과 관계자는 “만덕과 센텀 시·종점 2곳, 램프 IC 1곳, 비상구 1곳, 공기정화구 2곳 등 총 6곳에서 동시에 공사가 시작될 것”이라고 밝혔다. 요금은 이용시간대에 따라 다르다. 교통량이 많은 ‘첨두시간’에는 2100원(2010년 불변가격 기준 1860원)이다. 비첨두 시간은 1350원(1200원), 심야는 900원(800원)이다.
만덕~센텀 고속화도로는 부산에서 추진된 첫 대심도 도로다. 지하 40m 정도의 깊이로 도로를 내면서 차로 40분 걸리던 거리가 10분으로 단축될 것으로 예상된다. 2024년 11월께 개통되면 만덕대로, 충렬대로, 중앙대로 등 간선도로 소통에 큰 도움이 될 것으로 기대된다.
사업 시행자는 GS건설 등 10개사가 모인 특수목적법인 부산동서고속화도로㈜로, 대심도를 40년간 운영하며 통행료를 받고 이후 시에 채납한다. 최소운영수입보장제도(MRG)는 적용하지 않는다.
부산시는 5년 뒤인 2024년 11월 도로가 개통되면 하루 평균 통행량이 5만4000대에 이를 것으로 전망했다. 상습 정체 구간인 만덕대로, 충렬대로, 중앙대로 등 부산 지역 간선도로의 통행량은 하루 평균 9000~2만6000대가 줄어 평균 통행속도가 시간당 5~10㎞ 빨라질 것으로 기대한다. 이 도로가 뚫림으로써 광안대교, 부산항대교, 남항대교, 천마터널, 강변대로, 만덕대로 등으로 이어지는 내부순환도로도 완성돼 도심 간 이동이 편리해지고 동·서부산권의 균형발전에 도움이 될 것으로 전망된다.

## 노선
- 부산, 기장, 양산, 울산, 김해 교통량이 평일 출퇴근 사이에 정체 구간의 경우도 있다.
- 전 구간이 부산광역시도 제61호선에 속하기 때문에 이 노선에 대한 중복 표시는 따로 하지 않는다.
  - 연한 분홍색(■): 국도 제7호선과 중복 구간

| 이름                                | 접속 노선                                                                                          | 소재지                           | 소재지   | 비고                         |
| ----------------------------------- | -------------------------------------------------------------------------------------------------- | -------------------------------- | -------- | ---------------------------- |
| 옛시청사거리 (남포역)               | 국도 제2호선 국도 제77호선 부산광역시도 제61호선 (구덕로) 부산광역시도 제6101호선 (태종로)         | 부산광역시                       | 중구     |                              |
| 부산우체국 교차로                   | 부산광역시도 제6301호선 (대청로)                                                                   | 부산광역시                       | 중구     |                              |
| 중앙역                              | | 부산광역시                       | 중구     |                              |
| 중앙동사거리                        | 부산광역시도 제71호선 (충장대로)                                                                   | 부산광역시                       | 중구     |                              |
| 부산중부경찰서삼거리                | 해관로                                                                                             | 부산광역시                       | 중구     |                              |
| 영주사거리                          | 부산광역시도 제10호선 (대영로)                                                                     | 부산광역시                       | 중구     |                              |
| 부산역                              | | 부산광역시                       | 동구     |                              |
| 초량 교차로 (초량역)                | 고관로 중앙대로251번길 중앙대로260번길                                                             | 부산광역시                       | 동구     |                              |
| 고관입구 교차로 (부산진역)          | 중앙대로349번길                                                                                    | 부산광역시                       | 동구     |                              |
| 부산진역                            | 진성로                                                                                             | 부산광역시                       | 동구     |                              |
| 좌천삼거리                          | 부산광역시도 제33호선 (관문대로) 부산광역시도 제20호선 (자성로)                                    | 부산광역시                       | 동구     |                              |
| 좌천역                              | | 부산광역시                       | 동구     |                              |
| (부산진시장지하차도입구)            | 진시장로                                                                                           | 부산광역시                       | 동구     | 상행만 진출입 가능           |
| 범곡 교차로                         | 부산광역시도 제1004호선 (망양로) 부산광역시도 제32호선 (신암로)                                    | 부산광역시                       | 동구     |                              |
| 범일과선교                          | | 부산광역시                       | 부산진구 |                              |
| 범내골 교차로 (범내골역)            | 부산광역시도 제24호선 (황령대로) 부산광역시도 제7101호선 (범일로)                                  | 부산광역시                       | 부산진구 |                              |
| 광무교                              | 신천대로                                                                                           | 부산광역시                       | 부산진구 |                              |
| 서면 교차로 (서면역)                | 부산광역시도 제30호선 (가야대로) 부산광역시도 제3002호선 (새싹로) 부산광역시도 제6109호선 (서전로) | 부산광역시                       | 부산진구 |                              |
| 부전사거리 (부전역)                 | 동성로 동천로 중앙대로763번길                                                                      | 부산광역시                       | 부산진구 |                              |
| 삼전 교차로                         | 부산광역시도 제71호선 (전포대로) 시민공원로                                                        | 부산광역시                       | 부산진구 | 부산광역시도 제71호선과 중복 |
| 송상현광장                          | | 부산광역시                       | 부산진구 | 부산광역시도 제71호선과 중복 |
| 송공삼거리                          | 국도 제7호선 부산광역시도 제71호선 (거제대로)                                                      | 부산광역시                       | 부산진구 | 부산광역시도 제71호선과 중복 |
| 양정 교차로                         | 부산광역시도 제32호선 (동평로) (연수로)                                                            | 부산광역시                       | 부산진구 |                              |
| 부산지방경찰청 부산광역시청         | | 부산광역시                       | 연제구   |                              |
| 시청앞 교차로 (시청역)              | 연제로                                                                                             | 부산광역시                       | 연제구   |                              |
| 연산 교차로 (연산역)                | 부산광역시도 제36호선 (월드컵대로) 부산광역시도 제91호선 (반송로) 부산광역시도 제6103호선 (고분로) | 부산광역시                       | 연제구   |                              |
| (이름 없음)                         | 거제천로                                                                                           | 부산광역시                       | 연제구   |                              |
| 교대사거리 (교대역)                 | 국도 제7호선 부산광역시도 제71호선 (거제대로) 부산광역시도 제4002호선 (명륜로) 교대로              | 부산광역시                       | 연제구   |                              |
| (구 송월타올앞)                     | 부산광역시도 제6104호선 (여고로)                                                                   | 부산광역시                       | 연제구   |                              |
| (구 송월타올앞)                     | 부산광역시도 제6104호선 (여고로)                                                                   | 부산광역시                       | 동래구   |                              |
| 내성 교차로 (내성지하차도) (동래역) | 국도 제14호선 부산광역시도 제40호선 (충렬대로)                                                     | 부산광역시                       |          |                              |
| 옛동부터미널 교차로                 | 동래로 온천장로                                                                                    | 부산광역시                       |          |                              |
| 명륜역                              | | 부산광역시                       |          |                              |
| 온천교사거리                        | 금강공원로 시실로                                                                                  | 부산광역시                       |          |                              |
| 온천장역                            | | 부산광역시                       |          |                              |
| 소정천삼거리                        | 부산광역시도 제6105호선 (식물원로) 오시게로                                                        | 부산광역시                       | 금정구   |                              |
| 온천5호교                           | | 부산광역시                       | 금정구   |                              |
| 부곡사거리                          | 부곡로 부산대학로                                                                                  | 부산광역시                       | 금정구   |                              |
| 롯데마트 금정점                     | 수림로                                                                                             | 부산광역시                       | 금정구   |                              |
| 금정구청                            | | 부산광역시                       | 금정구   |                              |
| 금정구청앞삼거리                    | 부산광역시도 제6106호선 (체육공원로)                                                               | 부산광역시                       | 금정구   |                              |
| 구서지하차도 (부산금정경찰서)       | 1호선 경부고속도로 부산광역시도 제6108호선 (금정로)                                                | 부산광역시                       | 금정구   |                              |
| 두실역                              | | 부산광역시                       | 금정구   |                              |
| (이름 없음)                         | 두실로                                                                                             | 부산광역시                       | 금정구   |                              |
| 남산역                              | | 부산광역시                       | 금정구   |                              |
| (침례병원입구)                      | 금단로 남산로 범어천로                                                                             | 부산광역시                       | 금정구   |                              |
| 범어사역                            | 부산광역시도 제6107호선 (금정도서관로) 청룡예전로                                                  | 부산광역시                       | 금정구   |                              |
| 범어사어귀삼거리                    | 부산광역시도 제6605호선 (청룡로)                                                                   | 부산광역시                       | 금정구   |                              |
| (이름 없음)                         | 고분로                                                                                             | 부산광역시                       | 금정구   | 노포 나들목의 진입로         |
| 노포삼거리                          | 부산광역시도 제6102호선 (노포사송로)                                                               | 부산광역시                       | 금정구   |                              |
| 노포역 부산종합버스터미널           | | 부산광역시                       | 금정구   |                              |
| (이름 없음)                         | 체육공원로399번길                                                                                  | 부산광역시                       | 금정구   | 노포 나들목의 진출로         |
| (여락고가교 남단)                   | 영천로                                                                                             | 부산광역시                       | 금정구   |                              |
| 여락고가교                          | | 부산광역시                       | 금정구   |                              |
| 경상남도                            | 양산시                                                                                             |                                  |          |                              |
| 경상남도                            | 양산시                                                                                             | (여락고가교 북단) (영천초등학교) | 영천로   |                              |
| 웅상대로와 직결                     | |                                  |          |                              |

## 주요 건물 및 시설
- 롯데백화점 광복점 (부산광역시 중구 중앙대로 2)
- 부산우체국 (부산광역시 중구 중앙대로 63)
- 중앙역 (부산광역시 중구 중앙대로 지하 83)
- 부산중부경찰서 (부산광역시 중구 중앙대로 105)
- 부산중부소방서 (부산광역시 중구 중앙대로 110)
- 부산역 (부산광역시 동구 중앙대로 206)
- 초량역 (부산광역시 동구 중앙대로 지하 264)
- 부산일보 (부산광역시 동구 중앙대로 365)
- 부산진역 (부산광역시 동구 중앙대로 380)
- 부산동부경찰서 (부산광역시 동구 중앙대로 387)
- 좌천역 (부산광역시 동구 중앙대로 지하 446)
- 좌천우체국 (부산광역시 동구 471)
- 좌천파출소 (부산광역시 동구 491-4)
- 범내골역 (부산광역시 부산진구 중앙대로 지하 612)
- 서면역 (부산광역시 부산진구 중앙대로 지하 730)
- 부전역 (부산광역시 부산진구 중앙대로 지하 786)
- 양정역 (부산광역시 부산진구 중앙대로 지하 930)
- 부산광역시상수도사업본부 (부산광역시 부산진구 중앙대로 955)
- 부산고용센터 (부산광역시 부산진구 중앙대로 993)
- 부산지방경찰청 (부산광역시 연제구 중앙대로 999)
- 부산광역시청 (부산광역시 연제구 중앙대로 1001)
- 시청역 (부산광역시 연제구 중앙대로 지하 1017)
- 연산역 (부산광역시 연제구 중앙대로 지하 1101)
- 이사벨고등학교 (부산광역시 연제구 중앙대로 1197)
- 국제신문 (부산광역시 연제구 중앙대로 1217)
- 교대역 (부산광역시 연제구 중앙대로 지하 1217)
- 내성중학교 (부산광역시 동래구 중앙대로 1297)
- 동래역 (부산광역시 동래구 중앙대로 1324)
- 롯데백화점 동래점 (부산광역시 동래구 중앙대로 1393)
- 명륜역 (부산광역시 동래구 중앙대로 1414)
- 온천장역 (부산광역시 동래구 중앙대로 1520)
- 홈플러스 동래점 (부산광역시 동래구 중앙대로 1523)
- 금정세무서 (부산광역시 금정구 중앙대로 1636)
- 롯데마트 금정점 (부산광역시 금정구 중앙대로 1731)
- 금양초등학교 (부산광역시 금정구 중앙대로 1755)
- 금정구청, 금정구보건소 (부산광역시 금정구 중앙대로 1777)
- 부산금정소방서 (부산광역시 금정구 중앙대로 1789)
- 부산금정경찰서 (부산광역시 금정구 중앙대로 1819)
- 태광산업 (부산광역시 금정구 중앙대로 1840)
- 두실역 (부산광역시 금정구 중앙대로 1927)
- 남산역 (부산광역시 금정구 중앙대로 2019)
- 금정중학교 (부산광역시 금정구 중앙대로 2104)
- 팔송파출소 (부산광역시 금정구 중앙대로 2106)
- 범어사역 (부산광역시 금정구 중앙대로 2107)
- 노포역 (부산광역시 금정구 중앙대로 2238)
- 부산종합버스터미널 (부산광역시 금정구 중앙대로 2238)